# Mbombe
Le Mbombe est un véhicule de combat d'infanterie sud-africain produit par la société Paramount Group depuis 2010.

## Commandes
- Jordanie : 50 exemplaires commandés[1]